# 飛驒國府站
飛驒國府站（日语：／ Hida-kokufu eki */?）是位於岐阜縣高山市國府町廣瀨町，東海旅客鐵道（JR東海）的高山本線車站。

## 歷史
- 1934年（昭和9年）10月25日 - 高山本線飛驒小坂站至坂上站之間開通，此站啟用。為旅客和貨物車站。
- 1973年（昭和48年）4月20日 - 結束貨物起卸業務。
- 1985年（昭和60年）6月1日 - 成為無人車站（簡易委託）。
- 1987年（昭和62年）4月1日 - 伴隨國鐵分割民營化，車站由東海旅客鐵道（JR東海）營運。
- 2007年（平成19年）4月1日 - 終止簡易委託。

## 車站構造
車站是一座地面車站，設有2面2線相對式月台，可進行列車交會。曾經此站設有大型車站大樓，當時設有車站職員當值。
此站是由高山站管理的無人車站。此站原本是簡易委託車站，委托高山市負責車站業務。在2007年（平成19年）4月1日成為無人車站。現時廁所已經拆毀，於站前設有停車場，可停泊數架車輛。

### 月台
| 月台 | 路線     | 上下行 | 方向           |
| ---- | -------- | ------ | -------------- |
| 1    | 高山本線 | 下行   | 富山方向       |
| 2    | 高山本線 | 上行   | 高山、下呂方向 |

## 使用狀況
根據「高山市總覽」，以下為近年的1日平均乘車人次列表：
| 年度   | 1日平均 乘車人次 |
| ------ | ---------------- |
| 2007年 | 26               |
| 2008年 | 16               |
| 2009年 | 22               |
| 2010年 | 25               |
| 2011年 | 27               |
| 2012年 | 28               |
| 2013年 | 24               |
| 2014年 | 23               |
| 2015年 | 22               |
| 2016年 | 27               |
| 2017年 | 26               |
| 2018年 | 25               |

## 車站周邊

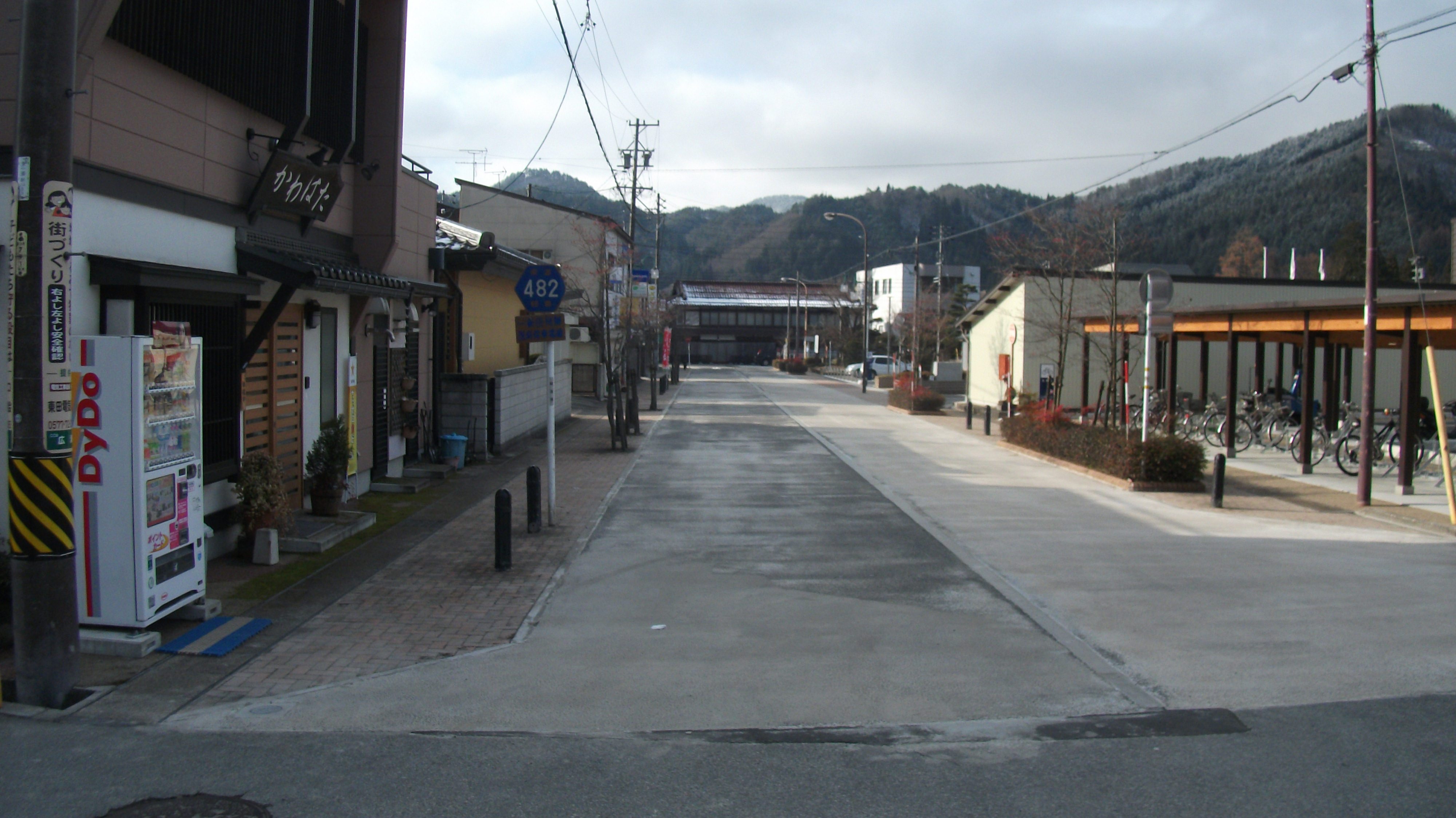
站前

- 國府交流中心（日语：こくふ交流センター）（設有停車場、全日都可使用的公廁和免費單車停泊處）
- 高山北商工會本所
- JA飛驒國府分店
- 高山市立國府中學（日语：高山市立国府中学校）
- 高山市立國府小學（日语：高山市立国府小学校）
- B&G（日语：B&G）海洋中心
- Rakool飛騨高山
- 國府河畔購物城
- 櫻野公園（日语：桜野公園）

## 相鄰車站
東海旅客鐵道（JR東海）
 高山本線
上枝－飛驒國府－飛驒古川（CG28）

## 注腳
1. ↑  JR東海移動等便利化取組報告書
2. 1 2  採用車站時間表的方向資訊。詳情參見JR東海官方網站的各站時間表 （页面存档备份，存于）（截至2015年1月）。